# Rumenica (biljni rod)
Rumenica (lat. Aurinia), rod raslinja iz porodice krstašica rašuiren po srednjoj i jugoistočnoj Europi i Turskoj. Postoji sedam vrsta od kojih pet raste i u Hrvatskoj.

## Vrste
1. Aurinia corymbosa Griseb.
2. Aurinia gionae (Quézel & Contandr.) Greuter & Burdet
3. Aurinia leucadea (Guss.) K.Koch, jadranska rumenica
4. Aurinia moreana Tzanoud. & Iatroú
5. Aurinia petraea (Ard.) Schur, kamenjarska rumenica
6. Aurinia saxatilis (L.) Desv.,  metličasta rumenica
7. Aurinia sinuata (L.) Griseb., izverugana rumenica

## Sinonimi
- Alyssanthus Trinajstic
- Anodontea (DC.) Sweet